# Aspidoneuridae
Aspidoneuridae — отряд вымерших крылатых насекомых. Обнаружены в ископаемых отложениях пермского и каменноугольного периодов Евразии (Франция и Китай) и Северной Америки (США) (303,7—259,9 миллионов лет назад).

## Описание
Внешне сходные с палочниками четырёхкрылые насекомые. Передние и задние крылья с гомономным жилкованием складывались крышевидно или плоско на брюшке. Ротовой аппарат грызущий, усики и ноги длинные. Гениталии самцов с хватательными форцепсами.

## Классификация
Семейство включает три монотипических рода:
- †Apsidoneura Carpenter, 1943 typus
  - †Apsidoneura flexa Carpenter, 1943
- †Homaloptila Handlirsch, 1919
  - †Homaloptila similis Meunier, 1911
- †Sinaspidoneura Huang et al., 2020
  - †Sinaspidoneura magnifica Huang et al., 2020